# Cherry Tree (álbum)
Cherry Tree é o primeiro EP da banda The National, lançado em 20 de Julho de 2004.

## Faixas
Todas as faixas escritas e compostas por The National, exceto onde anotado. 
| N.º | Título                            | Compositor(es) | Duração |  |
| 1.  | "Wasp Nest"                       |                | 3:22    |  |
| 2.  | "All the Wine"                    |                | 3:20    |  |
| 3.  | "All Dolled-Up in Straps"         |                | 4:11    |  |
| 4.  | "Cherry Tree"                     |                | 4:27    |  |
| 5.  | "About Today"                     |                | 4:11    |  |
| 6.  | "Murder Me Rachael" (ao vivo)     |                | 3:37    |  |
| 7.  | "A Reasonable Man (I Don't Mind)" | Padma Newsome  | 5:22    |  |